# 大塚弘介
大塚 弘介（おおつか ひろすけ、1936年7月8日 - ）とは日本の歯学者、歯学博士、教育者、東京歯科大学出身（昭和36年卒）、歯科医師。
日本政府派遣（旧厚生省）で、当時 米国施政権下の琉球政府の要請による沖縄地区第二回（昭和38年）無医村巡回診療班に従事。
大塚歯科医院開設開業（昭和48年 現住所・東京都品川区西五反田１丁目２７−１ ニュー大塚ビル2001）。
日本歯科保存学会認定医（平成4年3月1日登録263号）、同指導医（平成14年7月1日登録158号）。
医療法人社団豊仁会理事長。東京歯科技工専門学校開校（昭和47年4月10日） 校長・代表者（昭和47年4月～平成22年3月）。
東京歯科大学非常勤講師 37年間（昭和47年4月～平成21年3月）。
全国歯科技工士教育協議会副会長（平成13年4月～平成22年3月）。有限責任中間法人全国歯科技工士学校協会（現一般社団法人全国歯科技工士学校協会）初代理事長（創立者）。
日本歯研工業株式会社取締役（昭和37年〜平成29年）。
’９９中日口腔医学大会 学会発表（1999年6月26-27日,中国 北京）
財団法人 東京都スキー連盟より50周年にあたり功労者として表彰された。（昭和61年7月19日）
東京歯科大学バスケットボール部元OB･OG会初代会長。（関根 弘学長を顧問に招聘）
2001年10月28日放送の発掘!あるある大事典（フジテレビ系列）に出演した。
母方の伯父は、東京工業大学名誉教授で磁気テープの父と呼ばれた星野愷。又母方の親戚にはエドウィン・O・ライシャワー元駐日米国大使夫人（ハル・ライシャワー）がいる。
歯学博士（東京歯科大学）乙第102号　1971-05-17　論題は「高速切削窩洞形成後の亜鉛華ユージノールセメント(ネオダイン)による歯髄保護に関する臨床病理学的研究」。